# Volčje (Bloke, Slovenija)
Volčje je naselje u slovenskoj Općini Bloki. Volčje se nalazi u pokrajini Notranjskoj i statističkoj regiji Notranjsko-kraškoj. 

## Stanovništvo
Prema popisu stanovništva iz 2002. godine naselje je imalo 33 stanovnika.